# Замок Линдисфарн
Линдисфарн (англ. Lindisfarne Castle) — замок в графстве Нортумберленд в Англии.
Замок построен на вершине холма на острове Линдисфарн, который также называют Святым островом. В 635 г. святой Айдан основал на острове монашескую обитель и прожил там 16 лет.
Местоположение острова делало его уязвимым для нападения, поэтому Генрих VIII распустил монастырь (в рамках своего разрыва с католицизмом), и в 1550 г. на острове построили замок. Во время правления Елизаветы I Линдисфарн был значительно укреплен. Замок потерял своё важное стратегическое значение когда на английский престол вступил шотландский король Яков VI, однако некоторое время в Линдисфарне по-прежнему размещался охраняющий гавань гарнизон.
В XVIII веке Линдисфарн заняли якобиты. Солдаты из Берика быстро отбили замок и бросили мятежников за решетку, однако тем удалось бежать через подземный ход и укрыться в замке Бамборо.
Впоследствии замок эксплуатировался в качестве наблюдательного пункта береговой охраны, а в 1901 году его приобрёл Эдуард Хадсон, печатный магнат и издатель журнала Country Life. По заказу Хадсона реставрацией замка занимался архитектор Эдвин Лаченс.

## В кино
- Тупик (фильм, 1966) — действие всего фильма происходит в замке и его окрестностях